# Pearl Harbor
Pearl Harbor je ameriško pomorsko oporišče z uradnim imenom Joint Base Pearl Harbor–Hickam, na havajskem otoku Oahu. Tam se nahaja tudi center poveljstva Pacifiške mornarice ZDA.

## Zgodovina
7. decembra 1941 je Japonsko cesarstvo brez vojne napovedi z letali iz letalonosilk napadla Pearl Harbor in prizadejala Američanom hude izgube. Uničenih in hudo poškodovanih je bilo več bojnih ladij ameriškega tihomorskega ladjevja ter veliko število letal na bližnjih letališčih mornariškega in kopenskega letalstva ZDA. Glavnega cilja, letalonosilk, niso uničili, saj jih v času napada ni bilo v pristanišču.
Posledica tega napada je bila, da so ZDA vstopile v drugo svetovno vojno.